# Neisha
Neisha, nome d'arte di Neža Buh (Lubiana, 5 gennaio 1982), è una cantante e pianista slovena.
Dopo aver collaborato con diversi gruppi pop e rock sloveni, dal 2005 intraprende l'attività di solista.

## Discografia
- Neisha (2005)
- Nor je ta svet (2007)
- Krila (2010)